# Vlieland
Vlieland egy sziget egyben alapfokú közigazgatási egység, tehát község Hollandiában, Frízföld tartományban. Lakosainak száma 1194 fő (2021. január 1.).A sziget a Nyugat-Fríz szigetek tagja, Texel és Terschelling között helyezkedik el. Ahogy a Fríz-szigetek általában, Vlieland is természetes gát az Északi-tenger és a Watt-tenger között. Nagyjából 1100 ember él a szigeten. 

## Történelme
A szárazföldtől az 1287-es áradás után szakadt el. Egyetlen település található rajta, Oost-Vlieland. A másik falu, West-Vlieland, a tengerbe veszett 1736-ban, miután a sorozatos elárasztások után evakuálták.

## Földrajza
Vlieland Harlingen, Terschelling és Texel községekkel határos. Komppal közelíthető meg, ami Harlingenből indul. A turisták autót nem vihetnek a szigetre a kompon. Vlienland nyugatibb pontjára egy másik kompjárat szokott menni, De Cocksdorpból. A szigeten általában biciklivel közlekednek, mert a bicikliút-hálózata keresztül-kasul átszeli a szigetet. Buszjárat a kompkikötőből megy a faluba és a kempingbe. Kisméretű helikoptereknek is van leszállópálya, de ezt csak a partiőrség veheti igénybe. A sziget jellemző tájképe a dűnék, de helyenként erdők és rétek is találhatóak. A sziget nyugati fele homokkal borított, "Északi Szahara" néven is emlegetik. Itt hadgyakorlatok szoktak zajlani. A sziget nagyjából 12 kilométer hosszú, és kevesebb mint 2 kilométer széles.

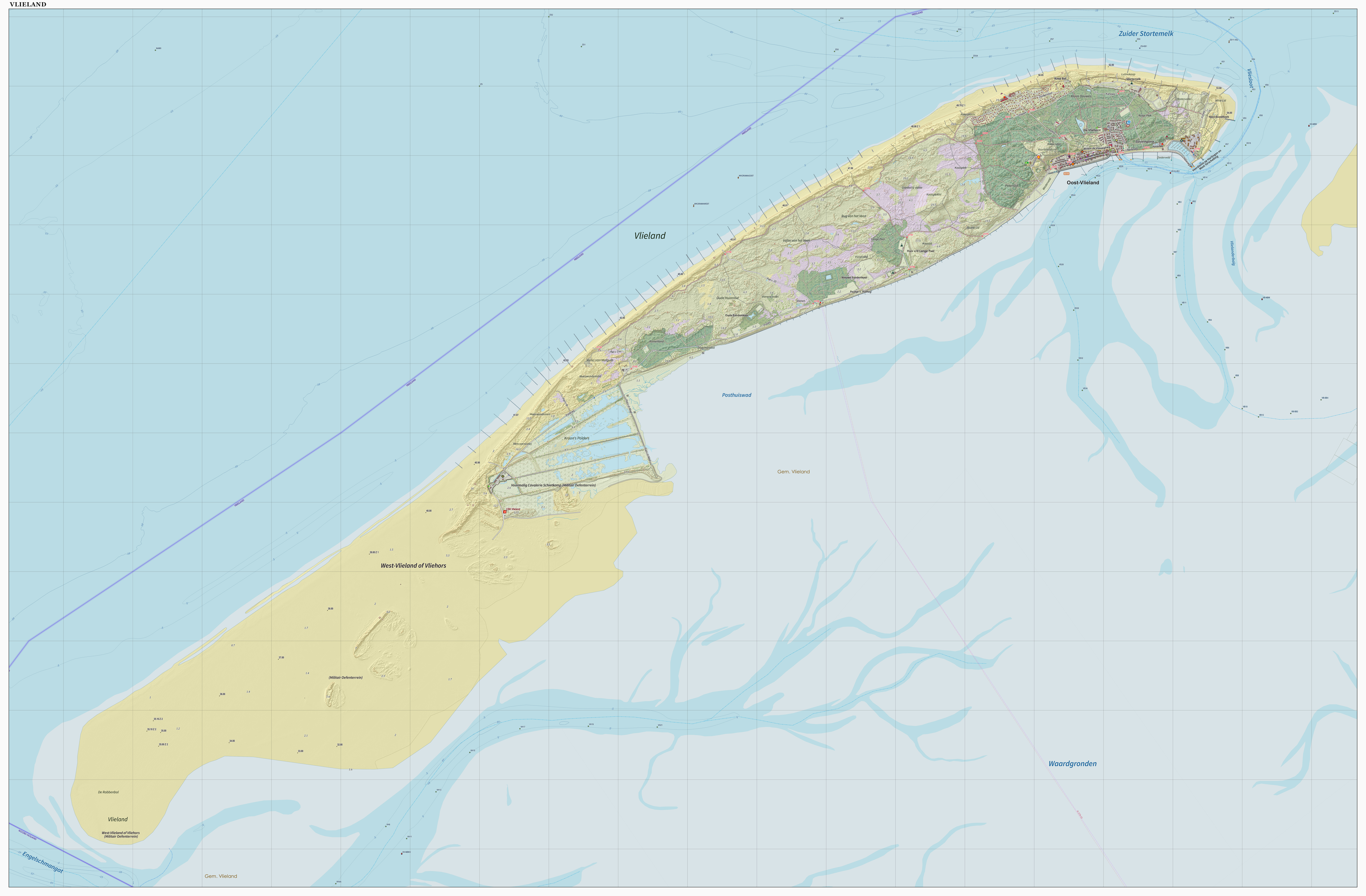
Tereprajz

## Időjárása
Mivel Vlieland a tengerhez az egyik legközelebb álló sziget, ezért az időjárását az Északi-tenger és a Watt-tenger határozza meg. Akárcsak a többi Nyugat-Fríz-szigetek esetében, a legmagasabb a napsütéses órák száma Hollandia többi részéhez viszonyítva, és az Északi-tenger szigetei között is. A szélsőséges hőmérsékleti viszonyok viszonylag ritkák, az évi középhőmérséklet évente nagyjából 6 alkalommal haladja meg a 25 °C-ot, és a 30 °C feletti hőmérséklet 3 évente egyszer fordul elő. Ez azt is jelenti, hogy ritka a hideg idő. Évente nagyjából ötször marad több mint 24 óráig 0 °C alatt a hőmérséklet, és kevesebb mint 40 éjjeli fagy történik évente. Gyakran fúj a szél, az átlagos szélsebesség 8 méter per másodperc, vagyis 28 km/h. Viharos erejű szelek évente 8 napon fújnak.

## Turizmus

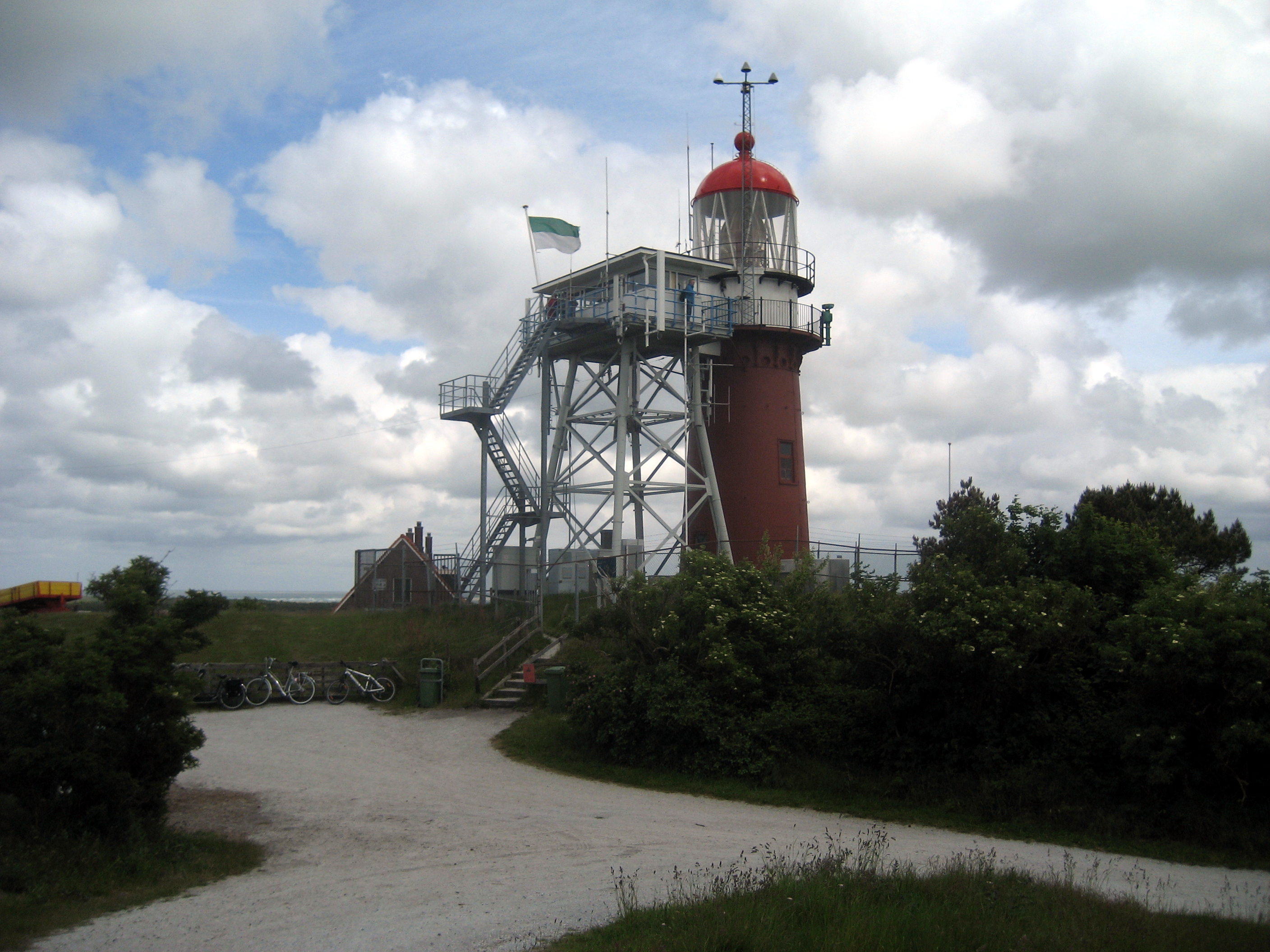
Vlieland világítótornya.

Vlieland fő jövedelme a turizmusból jön be, a szigeten nagyjából 15 hotel található. 3 helyen is lehet biciklit bérelni, a terepbiciklitől kezdve a tricikliig. A sziget világítótornyát érdemes megtekinteni, a belépődíj egy személynek 2,5 €, korlátozott időre(bár a forrás nem említi, hogy ez mégis mennyi időt jelent). Sok madár él Vlielandon, érdemes távcsövet vinni azoknak, akiket érdekel a madárvilág. Ezenkívül még említésre méltó a Tromp's Huys Múzeum, amit a sziget legöregebb (1575) épületében rendeztek be. A kiállítás egy helyi festő képeiből áll, valamint ezüst tárgyak gyűjteményéből. A belépődíj 4 €. A helyi éttermek változatossága a romantikus vendéglőktől a büfékig terjed.

## Fordítás
Ez a szócikk részben vagy egészben  a   Vlieland című angol Wikipédia-szócikk ezen változatának fordításán alapul.  Az eredeti cikk szerkesztőit annak laptörténete sorolja fel. Ez a jelzés csupán a megfogalmazás eredetét és a szerzői jogokat jelzi, nem szolgál a cikkben szereplő információk forrásmegjelöléseként.